# Възнесение Господне (Брусник)
„Възнесение Господне“ или „Свети Спас“ (на македонска литературна норма: „Вознесение Господне“, „Свети Спас“) е възрожденска православна църква в битолското село Брусник, Северна Македония. Църквата е под управлението на Преспанско-Пелагонийската епархия на Македонската православна църква – Охридска архиепископия.
Църквата е разположена край селото. Храмът е изграден в самото начало на ΧΧ век. Притежавала е дървен иконостас, дело на Нестор Алексиев. Църквата пострадва силно по време на Първата световна война, като иконостасът е унищожен.